# Obertura del peó de dama
En el sentit més general el terme partida del peó de dama, obertura del peó de dama, o simplement, peó de dama es pot referir a qualsevol obertura d'escacs que comença amb el moviment: 
1.d4
És el segon moviment d'obertura més popular. El nom concret es fa servir ara normalment per descriure obertures que comencen amb els moviments 1.d4 d5 on les blanques no segueixen de seguida amb l'avanç de peó a c4 (gambit de dama). Algunes d'aquestes obertures tenen noms individuals també, p. ex. l'atac Trompowsky, l'atac Torre, l'atac Stonewall, l'atac Richter-Veresov, el sistema Londres, i el sistema Colle.
A l'Enciclopèdia d'Obertures d'Escacs, les partides estrictament de peó de dama (1.d4 d5) són classificades en la sèrie de codificació D00-D05. Unes altres obertures en què les negres no juguen un ràpid 1...d5 són classificades a les sèries-A; per exemple A45 obertura Trompowsky.
|  |

## Història
Al segle xix i començaments del XX, 1. e4 era de bon tros el moviment d'obertura més comú per les blanques (Watson 2006:87), mentre les obertures diferents que començaven amb 1.d4 es consideraven una mica inusuals i per això es classificaven juntes com a "partida de peó de dama".
Mentre els mèrits de 1.d4 es començaven a explorar, el gambit de dama fou l'obertura que es jugava més sovint que totes les altres obertures de 1.d4 en conjunt. El terme "partida de peó de dama" era llavors assignat a qualsevol partida que començant amb 1.d4 no fos un gambit de dama. Finalment, a través dels esforços dels hipermoderns, les diverses defenses índies (com la defensa Nimzoíndia, la defensa índia de dama, o la defensa índia de rei es tornaren més populars, i com que aquestes obertures tenien noms propis, el terme "partida del peó de dama" anà usant-se cada cop menys.

## Continuacions principals

### 1...Cf6
Això configura la defensa índia, la resposta més comuna. No és realment una obertura específica, sinó un moviment és probable que es faci en qualsevol cas tard o d'hora. Les blanques normalment fan 2.c4. Llavors el negre pot jugar ...e6 (D37 o E46) o ...g6 (E82 o E60). El blanc també pot jugar 2.Cf3, i llavors el negre pot jugar ...d5 (D02 o D04) o ...g6 (un esquema indi de rei, A48 a E60 o A49) o ...e6 (A48 a D37 o E04) o ...b6 (A47).

### 1...d5
El blanc pot jugar 2.c4 pel gambit de dama (molt més comú que c4 primer). Llavors el negre pot jugar ...e6 (D37 o E46) o ...g6 (E92 o E60). El blanc també pot jugar 2.Cf3 i llavors les negres poden jugar ...Cf6 (igual com més amunt) o ...e6 (D02 a D30 o D05).

### 1...e6
El blanc pot jugar 2.e4, arribant a una posició que normalment sorgeix de 1.e4 e6 2.d4 (la defensa francesa). Llavors el negre pot jugar 2...d5 o bé 2...c5. El blanc també pot jugar 2.c4. Llavors el negre pot jugar 2...Cf6. Això pot conduir a un gambit de dama refusat (D37), a una defensa índia de dama (E12), a una defensa Nimzoíndia (E41), o a un gambit de dama refusat. Les negres poden optar per jugar 2...d5 per a un gambit de dama refusat (D31 a D39).

### 1...d6
El blanc pot jugar 2.e4, arribant a una posició que normalment es dona en l'ordre 1.e4 d6 2.d4, la defensa Pirc. Llavors el negre pot jugar 2...Cf6 o bé 2...g6. El blanc també pot fer 2.Cf3. Llavors el negre pot jugar 2...Cf6 per a una partida de peó de dama (A46). Això pot conduir a la defensa índia de rei (E94) o a la defensa índia antiga, línia principal (A55). El negre pot jugar també 2...Ag4 per a seguir amb la partida de peó de dama (amb ...d6) (A41).

## Altres continuacions
- 1... f5 (defensa holandesa)
- 1... b5 (defensa polonesa)
- 1... c5 (defensa Benoni)
- 1... e5 (gambit Englund)
- 1... g6 (condueix a la defensa moderna per transposició si les blanques juguen 2.e4)